# Maxime Médard
Maxime Médard (ur. 18 listopada 1986 w Tuluzie) – francuski rugbysta, występujący na pozycji obrońcy w Stade Toulousain oraz we francuskiej drużynie narodowej.
Debiutował w drużynie z Tuluzy w 2004; w 2005 podpisał z zespołem profesjonalny kontrakt. Z zespołem klubowym zdobywał mistrzostwo Francji w 2008, 2011 i 2012 oraz Puchar Heinekena w 2005 i 2010.
Pierwsze mecze w drużynie narodowej rozegrał w listopadzie 2008 w meczach testowych przeciwko Argentynie, Pacific Islanders i All Blacks. Brał następnie udział w Pucharze Sześciu Narodów w 2009. 
W czerwcu 2009 zdobył zwycięskie przyłożenie w meczu przeciwko All Blacks. Było to pierwsze zwycięstwo zespołu francuskiego nad Nową Zelandią na ich terytorium od 1994.
Został powołany na Puchar Świata w Rugby 2011. W turnieju tym reprezentacja Francji zdobyła srebrny medal.